# Lasse Frimand Jensen
Lasse Frimand Jensen (født 3. marts 1986) er en dansk socialdemokratisk politiker, der siden 19. juni 2023 har været borgmester i Aalborg Kommune.
Lasse Frimand Jensen, der er søn af tidligere minister og overborgmester Frank Jensen og Jane Frimand Jensen, er opvokset i Aalborg. Han er kandidat i udvikling og internationale forhold fra Aalborg Universitet i 2011 og har arbejdet som projektleder i International House North Denmark.
Han har været medlem af Aalborg Byråd siden 2014.
Efter en intern afstemning blandt de socialdemokratiske medlemmer i Aalborg kommune, vandt Lasse Frimand Jensen over Flemming Møller Mortensen og blev dermed den yngste borgmester i Aalborgs historie.
Ved siden af sin politiske karriere er han aktiv i foreningslivet hos Nørresundby Idrætsforening.
Lasse Frimand Jensen er gift med Kristine, som han har tre børn med. Familien bor i Nørresundby.